# Garinei et Giovannini
Pour les articles homonymes, voir Giovannini et Garinei.

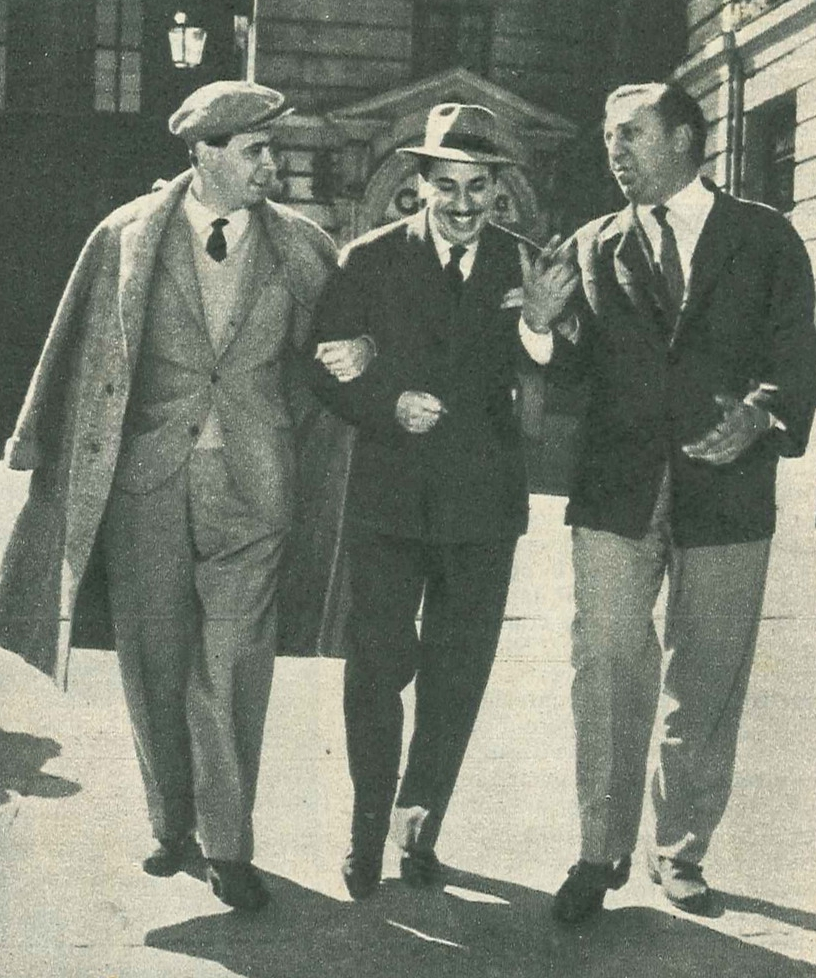
Garinei, Kramer et Giovannini en 1958

Garinei et Giovannini est le  duo composé des auteurs Pietro Garinei (né le 1er février 1919 à Trieste, mort 9 mai 2006 à Rome) et Sandro Giovannini (né le 10 juillet 1915 à Rome et mort dans la même ville le 26 avril 1977), qui ont écrit des compositions et comédies musicales pendant plus de trente ans,.

## Histoire
Les deux personnages commencent leur collaboration en 1944 la revue Cantachiaro, dans laquelle joue Anna Magnani ; dès lors, Garinei et Giovannini deviennent des créateurs prolifiques du théâtre musical italien, qui passent des revues classiques aux comédies musicales, surtout entre 1951 et 1975,.
En 1951, Garinei décide d'aller à New York pour étudier la comédie musicale américaine, ce voyage de formation marque un tournant dans le spectacle musical italien. Ainsi, à partir de 1952, le duo réagit à l'évolution des goûts du public en se tournant vers la comédie musicale, en partie basée sur le modèle américain et présente la première œuvre de ce nouveau genre, Attanasio cavallo vanesio. Buonanotte Bettina, interprétée en 1956 par Walter Chiari et Delia Scala, est considérée comme une des œuvres majeures du duo,.
Le duo a présenté ses compositions dans tous les grands théâtres italiens et parmi les premières mondiales de leurs œuvres figurent des interprètes comme Totò, Erminio Macario, Carlo Dapporto, Alberto Sordi, Nino Manfredi, Aldo Fabrizi et Marcello Mastroianni. Le duo a collaboré  avec le compositeur Gorni Kramer, surnommé le « troisième homme du duo » ainsi qu'avec Armando Trovajoli, Domenico Modugno et Renato Rascel,.
En plus de leurs 49 œuvres scéniques, le duo a également écrit des scénarios, certaines de leurs pièces ont été filmées et a été promoteur de quatre-vingts tournées dans plus de vingt pays. La télévision leur a également ouvert ses portes avec par exemple leur première émission Duecento al secondo et leur plus grand succès à l'écran, Il musichiere, présentée par Mario Riva,.
Après la mort de Giovannini en 1977, Garinei poursuit seul sa carrière. Des pièces comme Taxi a due piazze (1984), Se il tempo fosse un gambero  (1986) ou I sette re di Roma (1989) poursuivent la série,.